# مارتا ایسووا
مارتا ایسووا (چکی: Martha Issová؛ زادهٔ ۲۲ مارس ۱۹۸۱) بازیگر سوری‌تبار اهل جمهوری چک است.
از فیلم‌ها یا برنامه‌های تلویزیونی که وی در آن نقش داشته‌است، می‌توان به ستاره چهارم، زاتوپک، همسر نگهبان باغ وحش و در سایه اشاره کرد.